# Jinling (häradshuvudort i Kina, Shaanxi, lat 34,37, long 107,15)
Jinling (kinesiska: 金陵) är en häradshuvudort i Kina. Den ligger i provinsen Shaanxi, i den nordvästra delen av landet, omkring 160 kilometer väster om provinshuvudstaden Xi'an. Antalet invånare är 37 677. Befolkningen består av 19 053 kvinnor och 18 624 män. Barn under 15 år utgör 10,0 %, vuxna 15-64 år 76 %, och äldre över 65 år 12,0 %.
Runt Jinling är det mycket tätbefolkat, med 1 411 invånare per kvadratkilometer. Närmaste större samhälle är Guozhen, 19,2 km öster om Jinling. Runt Jinling är det i huvudsak tätbebyggt.
Genomsnittlig årsnederbörd är 754 millimeter. Den regnigaste månaden är september, med i genomsnitt 159 mm nederbörd, och den torraste är december, med 2 mm nederbörd.